# Henry L. Benning
Henry Lewis Benning (2. april 1814 – 10. juli 1875) var en advokat, lovgiver, højesteretsdommer i Georgia og general i Sydstaternes hær under den amerikanske borgerkrig. Han kendes også for Fort Benning, som blev opkaldt efter ham.

## Tidlige år og politik
Benning blev født på en plantage i Columbia County i Georgia, søn af Pleasant Moon og Malinda Meriwether White Benning, det redje af elleve børn. Han gik på Franklin College (nu University of Georgia), og tog eksamen i 1834. Mens han studerede var han medlem af Phi Kappa Literary Society. Efter universitetstiden flyttede han til Columbus, Georgia, hvor han havde sit hjem resten af livet. Han blev optaget i advokatsamfundet i en alder af 21 år.
Den 12. september 1839 giftede Benning sig med Mary Howard Jones fra Columbus. Parret fik ti børn, fem døtre overlevede Benning, og en af hans sønner blev dødeligt såret under borgerkrigen.
Benning var aktiv i politik i Sydstaterne, en hårdnakket fortaler for udtræden af Unionen og bitter modstander af slaveriets afskaffelse eller frigivelse af slaverne. I 1851 blev han opstillet til Kongressen for Demokraterne på et program om anerkendelse af Sydstaternes rettigheder, men blev ikke valgt. I 1853 blev han valgt til højesteretsdommer i Georgia, hvor han blev bemærket for den holdning at en delstats højesteret ikke var bundet af beslutninger truffet af højesteret i Washington om fortolkning af forfatningen, men at de to domstole måtte anses for at være "ligestillede og samme niveau".
Efter præsidentvalget i 1860, hvor Abraham Lincoln blev valgt, tog Benning aktiv del i det konvent, som besluttede at staten skulle udtræde af Unionen, som repræsentant for Muscogee County, Georgia. I marts 1861 udpegede de udtrådte Sydstater særlige kommissærer der skulle tage til de andre sydstater. Benning fungerede som kommissær fra Georgia ved Virginias udtrædelses konvent og forsøgte der at overtale politikere fra Virginia til at træde ud af Unionen.

## Borgerkrig
Selv om han var på tale til en plads i regeringen i den nye konføderation valgte han i stedet at indtræde i hæren og blev oberst for 17. Georgia infanteriregiment, et regiment som han selv stablerede på benene i Columbus den 29. august 1861. Regimentet blev en del af Toombs' Brigade i højre fløj af Army of Northern Virginia under General Robert E. Lee.
Som nyslået hærofficer kom Benning straks i politiske vanskeligheder. Han stillede spørgsmålstegn ved legaliteten af den konfødererede regerings værnepligtslov, og talte åbent imod den fordi den efter hans mening var et indgreb i staternes rettigheder. Da han nægtede at adlyde visse ordrer var han tæt på at blive stillet for en krigsret, men indgriben fra hans ven oberst T.R.R. Cobb fik tingene til at falde til ro. Hans første større indsats var i det Andet slag ved Bull Run i juli 1862, og ikke overraskende for en officer uden militær erfaring klarede han sig dårligt. Under et angreb på hans stillinger fra Unionen mistede han kontrollen med sin brigade, og stak af til chefen for sin fløj, generalløjtnant James Longstreet for at få hjælp. Longstreet ydmygede Benning, men fik pumpet tilstrækkelig beslutsomhed i ham til at han vendte tilbage til sin brigade og holdt ud i slaget. I slaget ved Antietam var Bennings brigade en vigtig del af forsvaret af den konfødererede højre flanke, hvor han bevogtede "Burnside's Bridge" over Antietam Creek hele morgenen mod gentagne Unionsangreb. Hans mod i slag blev ikke længere betvivlet af hans overordnede, og han blev kendt som "Old Rock" blandt sine mænd. Han blev forfremmet til brigadegeneral den 17. januar 1863.
I det meste af resten af krigen forblev Benning brigadechef for "Benning's Brigade" i den meget aggressive John Bell Hoods division. Han var ikke med i den afgørende sejr til Sydstaterne i Slaget ved Chancellorsville fordi hans brigade var udstationeret i det sydlige Virginia sammen med resten af Longstreets 1. Korps fra Army of Northern Virginia. De vendte imidlertid tilbage i tide til slaget ved Gettysburg. Der gennemførte han den 2. juli 1863 et voldsomt angreb på Unionens stilling i Devil's Den, hvor han fordrev forsvarerne med betydelige tab. Samme år i september blev Longstreets Korps sendt vestpå for at støtte styrkerne under general Braxton Bragg i Tennessee. På andendagen af det blodige slag ved Chickamauga, udmærkede Benning sig ved et modigt angreb mod et hul i Unionens linje, selv om hans hest blev skudt bort under ham. Han steg op på en ny hest, som også blev dræbt. Til sidst skar han en hest fri af et nærliggende kanonbatteri og red ind i slaget uden sadel.
Tilbage Virginia deltog Bennings brigade i kampen mod Unionens generalløjtnant Ulysses S. Grant i Overland kampagnen i 1864, hvor han blev alvorligt såret i Slaget ved the Wilderness den 5. maj. Det holdt ham ude i resten af kampagnen og i en stor del af den efterfølgende Belejring af Petersburg, men han nåede tilbage i de sidste dage af denne langvarige belejring. Hans brigade modstod kraftige angreb fra Unionen mod dens stillinger, men blev tvunget til at trække sig tilbage med resten af Lees hær i retræten til Appomattox Court House i begyndelsen af april 1865. Benning var sønderknust, da han som en af de sidste officerer førte sine mænd til overgivelsesceremonien.

## Efter krigen
Efter krigen vendte Benning tilbage til Columbus for at genoptage sin advokatpraksis. Han opdagede at hans hus var blevet brændt ned og at alle hans opsparede midler var borte, og at nu måtte understøtte sin broders enke og børn, efter at han var blevet dræbt i krigen, sammen med hans egen familie.
Benning blev ramt af apopleksi ti år senere på vej til retten og døde i Columbus. Han ligger begravet på Linwood Cemetery nær centrum i Columbus.

## I erindringen
Det meget store Fort Benning i nærheden af Columbus, der er hjemsted for hærens infanteriskole, er opkaldt efter Benning.